# Willy Brülisauer

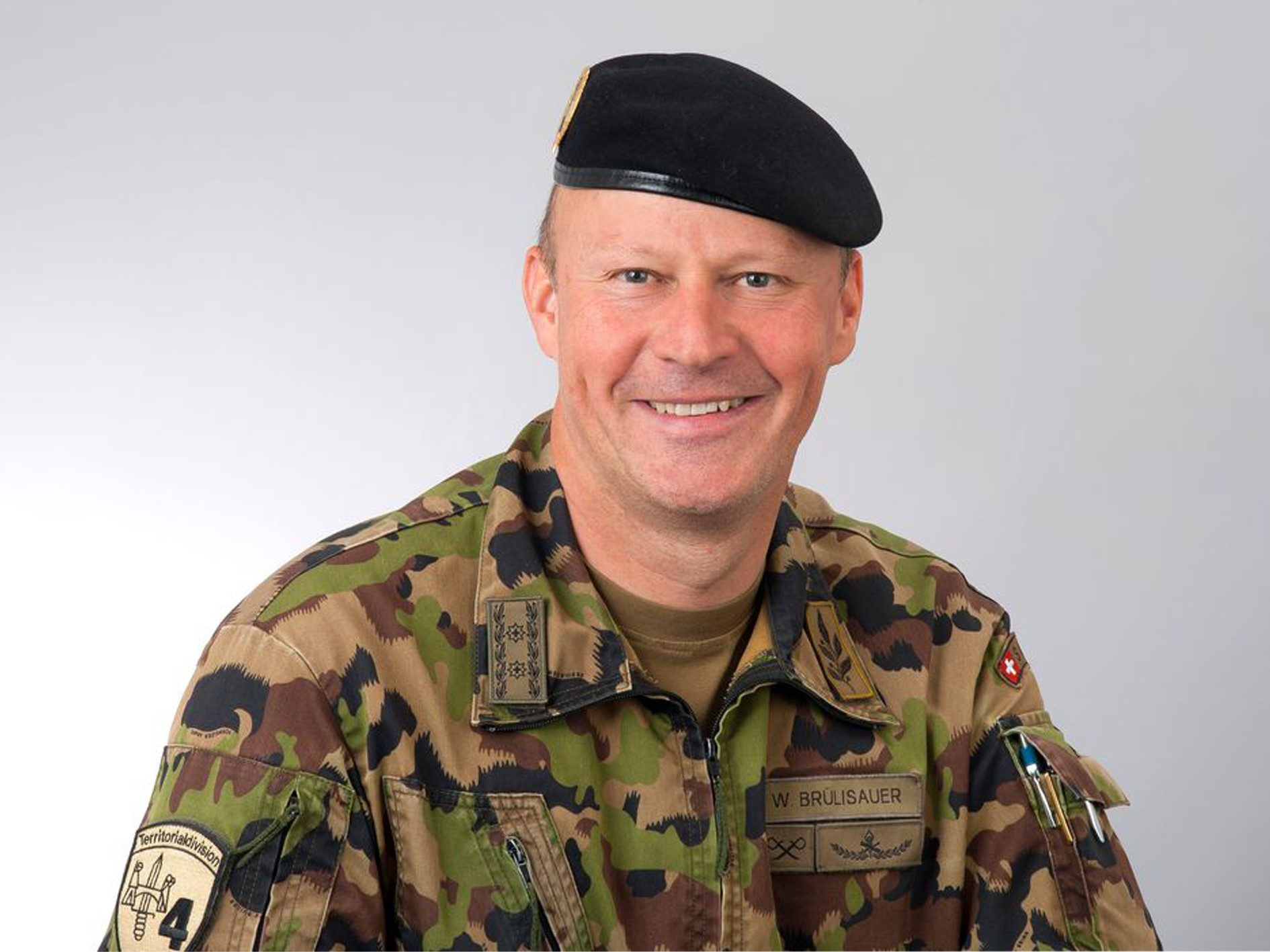
Divisionär Willy Brülisauer, Kommandant Territorialdivision 4

Willy Brülisauer (* 17. August 1967) ist ein Schweizer Offizier (Divisionär).

## Leben
Willy Brülisauer arbeitete nach seiner Ausbildung zum Eidg. Dipl. Vermessungszeichner als Bauführer im Tiefbaubereich. 1990 trat er als Berufssoldat in das Instruktionskorps der Panzertruppen ein. Er war von 1996 bis 1999 Einheitsinstruktor in den Panzer- und Aufklärungsschulen in Thun. Nach seinem Einsatz als Mitarbeiter im Projekt Armee XXI (Höhere Kaderausbildung) wurde Brülisauer von 2001 bis 2004 Klassenlehrer und Taktiklehrer an der Militärakademie. Bis 2007 wurde er anschliessend als Gruppenchef, Stabscoach und zugeteilter Generalstabsoffizier des Kommandanten der Generalstabsschule eingesetzt.
Nach einem Studienaufenthalt am Generalstabslehrgang der Landesverteidigungsakademie des Österreichischen Bundesheers in Wien folgten ab 2008 weitere Karriereschritte. In seiner Milizfunktion kommandierte Brülisauer das Radfahrerbataillon 6 und das Aufklärungsbataillon 7 und war von 2011 bis 2013 Stabschef der Infanteriebrigade 7. Zum Jahresbeginn 2014 wurde er durch den Bundesrat unter gleichzeitiger Beförderung zum Brigadier als Kommandant Panzerbrigade 11 ernannt. Per Januar 2018 ist dann die Ernennung als Kommandant der Mechanisierten Brigade 11 erfolgt.
Per 1. Juli 2018 wurde Brülisauer zum Divisionär befördert und zum Kommandanten der Territorialdivision 4 ernannt.
Als Kommandant der Territorialdivision 4 ist Brülisauer für die Unterstützung der zivilen Behörden in ausserordentlichen Lagen verantwortlich und untersteht direkt dem Chef Kommando Operationen. Die Territorialdivision umfasst die Kantone Appenzell Innerrhoden, Appenzell Ausserrhoden, Glarus, St. Gallen, Schaffhausen, Thurgau und Zürich. Dem Kommandanten der Territorialdivision 4 unterstellt sind ein Stabsbataillon, vier Infanteriebataillone, ein Geniebataillon und ein Rettungsbataillon.

## Militärische Funktionen

### Laufbahn
Brülisauer durchlief folgende Laufbahn::
- 2018: Divisionär, Kommandant Territorialdivision 4
- 2018: Brigadier, Kommandant Mechanisierte Brigade 11
- 2014: Brigadier, Kommandant Panzerbrigade 11
- 2011: Oberst im Generalstab, Stabschef einer Infanteriebrigade
- 2008: Unterstabschef Operationen einer Infanteriebrigade
- 2006: Oberstleutnant im Generalstab, Chef Operationen einer Infanteriebrigade
- 2004: Kommandant eines Aufklärerbataillons
- 2002: Kommandant eines Radfahrerbataillons
- 1998: Major im Generalstab, Generalstabsoffizier in einer Felddivision
- 1993: Hauptmann, Kommandant der Stabskompanie eines Radfahrerregiments

### Verwendungen
Brülisauer hatte in seiner Laufbahn die nachfolgenden Funktionen inne::
- 2012: Stellvertreter Chef Personelles der Armee und Chef Steuerung und Vorgaben
- 2007: 18. Generalstabslehrgang der Landesverteidigungsakademie des Österreichischen Bundesheeres, Wien
- 2004: Gruppenchef und Stabscoach an der Generalstabsschule
- 2001: Klassenlehrer und Taktiklehrer an der Militärakademie (MILAK)
- 1999: Projekt Armee XXI, Ausbildungskonzeption der Höhere Kaderausbildung
- 1996: Instruktionsoffizier in den Panzer- und Aufklärerschulen
- 1995: Militärakademie und Aufnahme in das Instruktionskorps